# Erigeron polycladus
Espèce
Erigeron polycladus est une espèce de plantes à fleurs de la famille des Asteraceae. Elle est endémique des petites Antilles,,. Il s'agit d'une espèce très rare inscrite dans la liste rouge des espèces menacées de France.

## Description
Alors que Erigeron bellioides se distingue aisément d’E. karvinskianus qui est une espèce vivace à tiges couchées, très ramifiées dès la base, et terminées par 1‑5 capitules à fleurs ligulées blanches ou rosées, bien plus grandes (5‑8 mm). Erigeron polycladus présente le même port en rosette qu’E. bellioides, mais est cependant glabre et présente des aigrettes de soies brun‑rouge.

## Répartition et habitat
Erigeron polycladus est présente uniquement en Dominique et en Martinique. En Martinique Erigeron polycladus ne pousse que sur la côte entre Grand'Rivière et Macouba.

## Systématique
Le nom correct complet (avec auteur) de ce taxon est Erigeron polycladus Urb..